# Vjačeslav Molotov
Vjačeslav Mihajlovič Molotov (rusko Вячеслав Михайлович Молотов, Vjačeslav Mihajlovič Molotov), rojen kot Skrjabin (rusko Скря́бин, Skrjabin), je bil sovjetski politik, diplomat in revolucionar ter vodilna osebnost v vladah Sovjetske zveze od leta 1920 do 1950, * 9. marec [O.S. 25. februar] 1890, † 8. november 1986. 
Bil je eden od najtesnejših zaveznikov Josifa Stalina. Med letoma 1930 in 1941 je bil predsednik Sveta ljudskih komisarjev (vlade), med drugo svetovno vojno med letoma 1939 in 1949 ter ponovno od leta 1953 do 1956 pa minister za zunanje zadeve. 
Molotov, star boljševik, se je leta 1906 pridružil Ruski socialdemokratski delavski stranki in bil pred oktobrsko revolucijo leta 1917 dvakrat aretiran in interno izgnan. Za kratek čas je vodil sekretariat stranke, preden je v 20. letih 20. stoletja podprl Stalinov vzpon na oblast in postal eden njegovih najtesnejših sodelavcev. Leta 1926 je postal polnopravni član politbiroja, leta 1930 pa premier in imel osrednjo vlogo pri izvajanju Stalinove politike prisilne kmetijske kolektivizacije, ki je povzročila obsežno lakoto. Nadziral je tudi veliko čistko, med katero so bile izvedene množične aretacije in usmrtitve političnih disidentov in navadnih državljanov. Kot zunanji minister je leta 1939 z nacistično Nemčijo podpisal Pakt Ribbentrop-Molotov. Med drugo svetovno vojno je bil namestnik predsednika državnega odbora za obrambo in glavni Stalinov pogajalec z zavezniki. Po vojni je začel izgubljati Stalinovo naklonjenost in leta 1948 izgubil ministrstvo in na 19. partijskem kongresu leta 1952 doživel Stalinovo kritiko. 
Molotov je bil po Stalinovi smrti leta 1953 ponovno imenovan za zunanjega ministra, vendar ga je njegovo odločno nasprotovanje politiki destalinizacije voditelja Nikite Hruščova pripeljalo do tega, da se je leta 1957 pridružil neuspešnemu državnemu udaru proti Hruščovu, po katerem je bil razrešen z vseh svojih položajev. Molotov je bil poslan za veleposlanika v Mongolijo, dokler ga niso leta 1961 izključili iz partije. Stalinovo zapuščino je še naprej branil do svoje smrti leta 1986. 

## Zgodnje življenje in kariera
Molotov je bil rojen kot Vjačeslav Mihajlovič Skrjabin v vasi Kukarka, Jaranski ujezd, gubernija Vjatka, danes Sovjetsk v  Kirovski oblasti. Molotov ni bil v sorodu s skladateljem Aleksandrom Skrjabinom, kot se pogosto napačno navaja.
V najstniških letih so ga opisovali kot sramežljivega in tihega fanta, ki je vedno pomagal očetu pri njegovem poslu. Šolal se je na srednji šoli v Kazanu, kjer se je spoprijateljil s revolucionarjem Aleksandrom Arosevom. Leta 1906 se je pridružil Ruski socialdemokratski delavski stranki (RSDLP) in kmalu gravitiral k radikalni boljševiški frakciji organizacije, ki jo je vodil Vladimir Lenin.
Skrjabin je prevzel psevdonim Molotov, ki izhaja iz ruske besede molot (kladivo), ker je verjel, da ima ime "industrijski" in "proletarski" prizvok. Leta 1909 je bil aretiran in dve leti preživel v izgnanstvu v Vologdi.
Leta 1911 se je vpisal na Politehnični inštitut v Sankt Peterburgu in se pridružil uredništvu novega podtalnega boljševiškega časopisa Pravda. V tem okolju je prvič srečal Josifa Stalina. Kasneje se je izkazalo, da prvo kratko druženje med obema prihodnjima sovjetskima voditeljema ni pripeljalo do takojšnje tesne politične povezanosti.
Molotov je naslednjih nekaj let delal kot tako imenovani "poklicni revolucionar", pisal za partijski tisk in poskušal izboljšati organizacijo podtalne stranke. Iz Sankt Peterburga se je ob izbruhu prve svetovne vojne leta 1914 preselil v Moskvo. Naslednje leto je bil v Moskvi ponovno aretiran zaradi svoje strankarske dejavnosti in tokrat deportiran v Irkutsk v vzhodni Sibiriji. Leta 1916 je pobegnil iz sibirskega izgnanstva in se vrnil Sankt Peterburg, ki ga je carski režim medtem preimenoval v Petrograd, ker je staro ime zvenelo preveč nemško.
Molotov je leta 1916 postal član komiteja boljševiške stranke v Petrogradu. Ko je leta 1917 prišlo do februarske revolucije, je bil eden redkih boljševikov v prestolnici, ki so imeli kakršen koli položaj v partiji. Pod njegovim vodstvom se je Pravda usmerila v levo, da bi se zoperstavila začasni vladi, oblikovani po revoluciji. Ko se je Josif Stalin vrnil v prestolnico, je obrnil Molotovovo linijo, ko je v Petrograd prišel Lenin, pa je Lenin preglasil Stalina. Molotov je ostal zvest svoji stari politiki in postal Stalinov varovanec in tesni privrženec, čemur je dolgoval svoj kasnejši ugled. Postal je član vojaškega revolucionarnega komiteja, ki je načrtoval oktobrsko revolucijo in dejansko pripeljal boljševike na oblast.
Leta 1918 je bil Molotov poslan v Ukrajino, da bi sodeloval v ruski državljanski vojni. Ker ni bil vojak, ni sodeloval v bojih. Poleti 1919 so ga skupaj z Leninovo ženo Nadeždo Krupsko poslali s parnikom na potovanje po rekah Volga in Kama, da bi širila boljševiško propagando. Po vrnitvi je bil imenovan za predsednika področne uprave Nižni Novgorod, kjer mu je lokalna stranka izglasovala nezaupnico zaradi njegovega domnevnega spletkarjenja. Premestili so ga v Doneck. Novembra 1920 je postal sekretar Centralnega komiteja ukrajinske boljševiške stranke in se poročil s sovjetsko političarko Polino Žemčužino.
Lenin je leta 1921 odpoklical Molotova v Moskvo, ga povzdignil v polnopravnega člana Centralnega komiteja in Orgbiroja ter ga postavil na čelo partijskega sekretariata. Molotov je bil leta 1921 izvoljen za člana politbiroja brez glasovalne pravice in je opravljal funkcijo odgovornega sekretarja. Aleksander Barmin, manjši komunistični funkcionar, ki je obiskal Molotova v njegovi pisarni blizu Kremlja, medtem ko je vodil sekretariat, se ga je spominjal kot osebo "velikega in mirnega obraza ter precej mehkega, pozornega, skromnega in prijaznega birokrata".
Molotova sta kritizirala tako Lenin kot Lev Trocki, pri čemer je Lenin opozoril na njegov "sramoten birokratizem" in "neumno vedenje".  Po nasvetu Molotova in Nikolaja Buharina se je Centralni komite odločil skrajšati Leninov delovni čas. Leta 1922 je Stalin postal generalni sekretar boljševiške partije z Molotovom kot drugim sekretarjem. Kot mlad privrženec je Molotov občudoval Stalina, a ga je kljub temu kritiziral. Pod Stalinovim pokroviteljstvom je Molotov januarja 1926 postal polnopravni član politbiroja.
Med boji za oblast po Leninovi smrti leta 1924 je Molotov ostal zvest zagovornik Stalina proti njegovim tekmecem, najprej Levu Trockemu, pozneje Levu Kamenjevu in Grigoriju Zinovjevu ter nazadnje Nikolaju Buharinu. Januarja 1926 je vodil posebno komisijo, poslano v Leningrad (Sankt Peterburg), ki naj bi odstavila nadzor Zinovjeva nad partijskim strojem v regiji. Leta 1928 je Molotov zamenjal Nikolaja Ugljanova na mestu prvega sekretarja moskovske komunistične partije in na tem položaju ostal do 15. avgusta 1929.

## Osebnost
Trocki in njegovi podporniki so podcenjevali Molotova, kar je veljalo tudi za mnoge druge. Trocki ga je imenoval "poosebljena povprečnost", sam Molotov pa je tovariše, ki so ga imenovali "kamnita rit", pedantno popravljal z besedami, da ga je Lenin pravzaprav poimenoval "železni rit". Za zunanjo dolgočasnostjo sta se skrivala oster um in velik organizacijski talent. Deloval je predvsem v zakulisju in gojil podobo brezbarvnega birokrata.
Ameriški novinar John Gunther je leta 1938 poročal, da je Molotov vegetarijanec in abstinent, medtem ko je Milovan Đilas trdil, da je Molotov "pil več kot Stalin", in ni opazil njegovega vegetarijanstva, čeprav sta bila skupaj na več banketih.

## Sovjetski premier
23. februarja 1929 je Molotov na moskovski konferenci komunistične partije poudaril potrebo po "čim hitrejši možni rasti industrije", tako zaradi gospodarskih razlogov kot tudi zato, ker je Sovjetski zvezi stalno grozila neposredna vojna nevarnost. Vprašanje, kako hitro širiti industrijo, je bilo vzrok za razkol med Stalinom in desnico, ki sta jo vodila Buharin in Rikov, ki sta se bala, da bi prehiter tempo povzročil težave. Z njunim porazom je Molotov postal druga najmočnejša osebnost v Sovjetski zvezi. Ne plenumu Centralnega komiteja 19. decembra 1930 je Molotov nasledil Alekseja Rikova kot predsednik Sveta ljudskih komisarjev, kar je bilo enakovredno položaju predsednika vlade v kakšni zahodni državi.
Na tem mestu je Molotov nadziral izvajanje prvega petletnega načrta za hitro industrializacijo. Sovjetska zveza je pod Molotovom kot predsednikom vlade kljub velikim človeškim žrtvam naredila velike korake pri razvoju in široki uporabi kmetijske in industrijske tehnologije. Nemčija je v Sovjetski zvezi na skrivaj kupovala strelivo, kar je spodbudilo razvoj oborožitvene industrije v ZSSR. Navsezadnje je ravno orožarska industrija skupaj z zavezniško pomočjo pomagala Sovjetski zvezi zmagati v drugi svetovni vojni.

### Vloga v kolektivizaciji
Molotov je na tem položaju nadziral tudi kmetijsko kolektivizacijo pod Stalinovim režimom. Bil je glavni govornik na plenumu Centralnega komiteja 10. in 17. novembra 1929, na katerem je bila sprejeta odločitev o uvedbi kolektivnega kmetovanja namesto tisočih majhnih kmetij v lasti kmetov. Proces je seveda naletel na odpor. Molotov je vztrajal, da se mora kolektivizacija začeti naslednje leto, in opozoril uradnike, naj "ravnajo s kulaki kot z najbolj zvitim in še vedno neporaženim sovražnikom". V naslednjih štirih letih, je bilo na milijone 'kulakov' (kmetov, lastnikov zemlje) prisilno preseljenih v posebna naselja, v katerih so postali kmetijski delavci. Samo leta 1931 je bilo preseljenih skoraj dva milijona ljudi. Tistega leta je Molotov na kongresu sovjetov rekel: "Nikoli nismo zanikali dejstva, da se zdravi zaporniki, sposobni za delo, lahko uporabljajo za gradnjo cest in druga javna dela. To je dobro za družbo in tudi za same kmete". Lakota, ki jo je povzročila motnja v kmetijski proizvodnji, pretiran izvoz žita za plačilo industrializacije ter težki pogoji prisilnega dela so po nekaterih ocenah umorili 11 milijonov ljudi.
Molotov je kljub lakoti septembra 1931 komunističnim voditeljem na severnem Kavkazu poslal tajni telegram, v katerem jih je opozoril, da zbiranje žita za izvoz poteka "ostudno počasi". Decembra je odpotoval v Harkov, takratno glavno mesto Ukrajine, in jim, ne da bi se zmenil za opozorila lokalnih komunističnih voditeljev o pomanjkanju žita, povedal, da zaradi njihove nesposobnosti niso dosegli zastavljenega cilja zbiranja žita. Julija 1932 se je skupaj z Lazarjem Kaganovičem vrnil v Harkov, da bi tamkajšnjim komunistom povedal, da ne bo nobenih "popuščanj ali oklevanj" v prizadevanjih za izpolnitev ciljev glede izvoza žita. To je bilo prvo od številnih dejanj, zaradi katerih je prizivno sodišče v Kijevu leta 2010 spoznalo Molotova in Kaganoviča za kriva genocida nad ukrajinskim ljudstvom. 25. julija sta oba moža s tajnim telegramom ukrajinskemu vodstvu naročila, naj okrepi zbiranje žita.

### Začasni razkol s Stalinom
Med atentatom na Sergeja Kirova, vodjo partijske organizacije v Leningradu, decembra 1934, in začetkom velike čistke je med Stalinom in Molotovom prišlo do pomembnega, a neobjavljenega razkola. Leta 1936 je Trocki v izgnanstvu opazil, da ko so se v sovjetskih tiskovnih poročilih pojavili seznami partijskih voditeljev, na katerih se je Molotovovo ime včasih pojavilo na zelo nizkem četrtem mestu in celo brez naslovov. Na fotografijah sprejemov delegacij ni bil nikoli sam, ampak vedno v spremstvu svojih namestnikov Janisa Rudzutaksa in Vlasa Čubarja. Trocki je zapisal, da so bili "v sovjetskem protokolu ti znaki izjemno pomembni". Drug pomemben pokazatelj Molotovega statusa je zapisnik prvega moskovskega javnega sojenja avgusta 1936. Obtoženci, ki so bili prisiljeni priznati zločine, za katere seveda niso bili krivi, so izjavili, da so se zarotili, da ubijejo Stalina in sedem drugih vodilnih boljševikov, ne pa tudi Molotova. Po besedah Aleksandra Orlova, častnika NKVD, ki je prebegnil na zahod, je Stalin v originalnem zapisniku osebno prečrtal Molotovovo ime.
Maja 1936 je Molotov odšel na Črno morje na daljše počitnice pod skrbnim nadzorom NKVD. Počitnice so trajale do konca avgusta, ko si je Stalin očitno premislil in ukazal njegovo vrnitev.
Za Molotovov začasni mrk sta dve razlagi. 19. marca 1936 je Molotov v intervjuju z urednikom Le Tempsa govoril o izboljšanju odnosov z nacistično Nemčijo. Čeprav je Litvinov nekaj podobnega izjavil že leta 1934 in je tistega leta celo obiskal Berlin in Nemčija takrat še ni ponovno okupirala Porenja, je Molotovova izjava o sovjetski zunanji politiki očitno zelo užalila Stalina. Molotov je v intervjuju jasno povedal, da se lahko izboljšani odnosi z Nemčijo razvijejo le, če se nemška politika spremeni, in izjavil, da je eden najboljših načinov za Nemčijo, da izboljša odnose, ponovna pridružitev Društvu narodov. Seveda tudi to ni zadostovalo, saj bi morala Nemčija dokazati tudi "spoštovanje mednarodnih obveznosti v skladu z resničnimi interesi miru v Evropi in miru na splošno". Drugi poznavalci menijo, da je Molotov zavlačeval Stalinove načrte za čistko stranke in sojenje starim boljševikom, kot sta bila Zinovjev in Kamenjev.

### Vloga v veliki čistki
Po vrnitvi Stalinove naklonjenosti avgusta 1936, je Molotov podpiral Stalina med čistko, v kateri je bilo samo leta 1938 usmrčenih 20 od 28 ljudskih komisarjev Molotovove vlade. Ko so aretirali njegovega namestnika Rudzutaka, ga je Molotov obiskal v zaporu in se leta pozneje spomnil, da je "... Rudzutak rekel, da so ga hudo pretepali in mučili, a se je kljub temu trdno držal. Res je bilo videti, da so ga kruto mučili ...", vendar Molotov ni posredoval.  Med veliko čistko je odobril 372 seznamov za usmrtitve, več kot kateri koli drug sovjetski uradnik, vključno s Stalinom. Molotov je bil eden redkih, s katerim je Stalin odkrito razpravljal o čistkah. Ko je Stalin prejel obvestilo o obtožbi namestnika predsednika Gosplana G.I. Lomova, ga je predal Molotovu, ki je nanj zapisal: "Za takojšnjo aretacijo barabe Lomova".
Pred boljševiško revolucijo je bil Molotov "zelo tesen prijatelj" socialističnega revolucionarja Aleksandra Aroseva, ki je bil v izgnanstvu v Vologdi. Leta 1937 je Arosev v strahu pred aretacijo trikrat poskušal poklicati Molotova, ki z njim ni hotel govoriti. Aroseva so nato aretirali in ustrelili. V 50. letih prejšnjega stoletja je Molotov hčerki Aroseva podaril svoje podpisane izvode knjig njenega očeta, a si je pozneje premislil in bi jih želel obdržati. Feliks Čujev je o tem zapisal: "Zdi se, da Molotov bolj kot izgubo svojega 'zelo tesnega prijatelja', obžaluje izgubo dela lastne knjižne zbirke".
Molotov je v svojih poznih letih opisal svojo vlogo v čistkah v 30. letih 20. stoletja in trdil, da so bile čistke kljub preobsežnosti potrebne, da bi se izognili porazu Sovjetske zveze v drugi svetovni vojni.

## Minister za zunanje zadeve
Leta 1939 je Tretji rajh okupiral še preostali del Češkoslovaške, s čimer je kršil Münchenski sporazum iz leta 1938. Zaveznice se na okupacijo niso odzvale, kar je Stalina prepričalo, da Velika Britanija in Francija, sicer podpisnici Münchenskega sporazuma, ne bosta zanesljivi zaveznici proti širitvi Tretjega rajha. Stalin se je zato odločil za spravo z nacistično Nemčijo. Maja 1939 je odstavil ljudskega komisarja (ministra) za zunanje zadeve Maksima Litvinova in za njegovega naslednika imenoval Molotova. Odnosi med Molotovom in Litvinovom so bili slabi. Maurice Hindus je leta 1954 izjavil, da je Molotov "vedno sovražil Litvinova" in mu zameril tako njegovo tekoče znanje jezikov kot njegovo sproščenost v pogovorih s tujci. Litvinov ni imel nobenega spoštovanja do Molotova. Imel ga je za maloumnega spletkarja in sostorilca sovjetskega terorja.
Molotova je na mestu predsednika vlade nasledil Stalin. Hitler je sprva zavračal sovjetska diplomatska namigovanja, da bi Stalin želel skleniti sporazum, v začetku avgusta 1939 pa je kljub temu dovolil zunanjemu ministru Joachimu von Ribbentropu, da začne resna pogajanja s Sovjeti. 18. avgusta je bil sklenjen trgovinski sporazum, 22. avgusta pa je Ribbentrop odletel v Moskvo, da bi sklenil uradni sporazum o nenapadanju. Sporazum je sicer znan kot Pakt Ribbentrop-Molotov, vendar sta o vsebini sporazuma odločala Stalin in Hitler in ne naslovnika. Najpomembnejši del sporazuma je bil tajni protokol, ki je predvideval razdelitev Poljske, Finske in baltskih držav med nacistično Nemčijo in Sovjetsko zvezo ter sovjetsko priključitev Besarabije, tedaj del Romunije in zdaj del Moldavije. Protokol je dal Hitlerju zeleno luč za njegovo invazijo na Poljsko, ki se je začela 1. septembra 1939.
Pogoji pakta so Hitlerju dovolili, da zasede dve tretjini zahodne Poljske in celotno Litvo. Sovjeti so dobili proste roke v zvezi s Finsko. V zimski vojni je kombinacija ostrega finskega odpora in sovjetskega slabega vodenja povzročila, da je Finska izgubila približno 11 % svojega ozemlja, ne pa tudi neodvisnosti. Pakt je bil pozneje spremenjen tako, da je bila Litva dodeljena Sovjetom v zameno za ugodnejšo mejo na Poljskem za Nemčijo. 
5. marca 1940 je Lavrentij Berija skupaj z Anastasom Mikojanom, Klimentom Vorošilovom in Stalinom Molotovu izročil noto, v kateri je bil predlog usmrtitve 25.700 poljskih protisovjetskih častnikov v tem, kar je kasneje postalo znano kot Katinski pokol.
Novembra 1940 je Stalin poslal Molotova v Berlin, da se sreča z Ribbentropom in Hitlerjem. Januarja 1941 je britanski zunanji minister Anthony Eden obiskal Turčijo, da bi jo spodbudil k vstopu v vojno na strani zaveznikov. Namen Edenovega obiska je bil prej protinemški kot protisovjetski, vendar je Molotov domneval drugače. V nizu pogovorov z italijanskim veleposlanikom Augustom Rossom je Molotov trdil, da se bodo Sovjeti kmalu soočili z anglo-turško invazijo na Krim. Britanski zgodovinar D.C. Watt je trdil, da se na podlagi Molotovih izjav zdi, da sta Stalin in Molotov v začetku leta 1941 kot glavno grožnjo videla Britanijo in ne Nemčijo.
Pakt Ribbentrop-Molotov je urejal sovjetsko-nemške odnose do junija 1941, ko se je Hitler obrnil proti vzhodu in napadel Sovjetsko zvezo. Za objavo vojne prebivalcem Sovjetske zveze je bil zadolžen Molotov in ne Stalin. V svojem govoru na radiu 22. junija 1941 je Molotov Sovjetski zvezi pripisal vlogo, podobno tisti, ki jo je artikuliral Winston Churchill v svojih zgodnjih vojnih govorih. Sovjetski državni obrambni svet je bil ustanovljen kmalu po Molotovovem govoru. Za predsednika je bil izvoljen Stalin, za njegovega namestnika pa Molotov.
Po nemški invaziji na Sovjetsko zvezo je Molotov vodil nujna pogajanja z Britanci in nato z Američani za vojno zavezništvo. Na skrivaj je odletel na Škotsko, kjer ga je pričakala Eden. Polet z bombnikom Tupoljev TB-7 je bil zelo tvegan, saj je potekal preko okupirane Danske in Severnega morja. S Škotske je Molotov z vlakom odpotoval v London, da bi razpravljal o možnosti odprtja druge fronte proti Nemčiji. Po podpisu Anglo-sovjetskega sporazuma je Molotov 26. maja odšel v Washington, kjer se je srečal z ameriškim predsednikom Franklinom D. Rooseveltom in se dogovoril za načrt o posojilu in najemu. Tako Britanci kot Američani so le nejasno obljubili, da bodo odprli drugo fronto proti Nemčiji. Med njegovim letom nazaj v Sovjetsko zvezo so njegovo letalo napadli nemški lovci in kasneje po pomoti še sovjetski.
Nobenih dokazov ni, da bi Molotov kdaj poskušal prepričati Stalina v drugačno politiko od tiste, za katero se je že odločil. Raziskovalec Volkogonov tudi ni našel niti enega primera, ko bi se kateri od vladne elite odkrito ne strinjal s Stalinom.
Obstaja nekaj dokazov, da je Stalin zelo potreboval Molotova, čeprav ga ni maral. Nekdanji Stalinov telesni stražar Amba je o tem izjavil: "Bolj splošnega odpora do tega državnega robota in njegovega položaja v Kremlju si je težko zamisliti in temu občutku se je očitno pridružil tudi Stalin". Na zabavah je ob Molotovem prihodu vse utihnilo, po njegovem odhodu pa se je veselje nadaljevalo.
Stalin je bil do Molotova včasih tudi nesramen. Leta 1942 ga je obtožil neprimernega vodenja pogajanj z zavezniki in mu 3. junija poslal depešo, v kateri je izjavil, kako nezadovoljen je in mu očital, da med pogovorom s Churchillom in Rooseveltom ni posredoval podrobnosti o svojih dejanjih.
Ko je Berija poročal Stalinu o Projektu Manhattan in njegovem pomenu, je Stalin izbral Molotova za vodjo sovjetskega projekta jedrske bombe. Pod njegovim vodstvom je razvoj bombe potekal zelo počasi, zato je Molotova leta 1944 po nasvetu Igorja Kurčatova zamenjal Berija.  Ko je Rooseveltov naslednik na mestu ameriškega predsednika Harry S. Truman povedal Stalinu, da so Američani ustvarili še nikoli videno bombo, je Stalin pogovor prenesel Molotovu in mu naročil, naj pospeši razvoj. Sovjetske naložbe v ta projekt so se po Stalinovem ukazu znatno povečale.
Molotov je spremljal Stalina na Teheranski konferenci leta 1943, Jaltski konferenci leta 1945 in po porazu Nemčije na Potsdamski konferenci. Sovjetsko zvezo je zastopal na konferenci v San Franciscu, na kateri so bili ustanovljeni Združeni narodi. Aprila 1945, kmalu po smrti Franklina D. Roosevelta, se je Molotov pogovarjal z novim ameriškim predsednikom Harryjem S. Trumanom. Ti pogovori, čeprav niso bili sovražni, so bili desetletja pozneje prikazani kot zgodnja razpoka v ameriško-sovjetskih odnosih, ki je napovedovala hladno vojno.
Od leta 1945 do 1947 je Molotov sodeloval na vseh štirih konferencah zunanjih ministrov držav zmagovalk v drugi svetovni vojni. Na splošno ga je odlikoval nekooperativen odnos do zahodnih sil. Molotov je po navodilih sovjetske vlade Marshallov načrt obsodil kot imperialističen in trdil, da deli Evropo na dva tabora: kapitalističnega in komunističnega. V odgovor je Sovjetska zveza skupaj z drugimi državami vzhodnega bloka sprožila tako imenovani Načrt Molotov. Načrt je ustvaril več dvostranskih odnosov med državami Vzhodne Evrope in Sovjetsko zvezo ter se kasneje razvil v Svet za medsebojno gospodarsko pomoč.
V povojnem obdobju je moč Molotova začela upadati. Jasen znak njegovega negotovega položaja je bila njegova nezmožnost, da bi decembra 1948 preprečil aretacijo svoje judovske žene Poline Žemčužine, ki ji Stalin že dolgo ni zaupal. Molotov je sprva protestiral proti njenemu preganjanju tako, da se je vzdržal glasovanja za njeno obsodbo. Kasneje je spremenil svoje mnenje in izjavil: "Priznavam svoj hud občutek kesanja, ker nisem preprečil Žemčužini, osebi, ki mi je zelo draga, da naredi napake in vzpostavi vezi s protisovjetskimi judovskimi nacionalisti". Po tej izjavi se je ločil od Žemčužine.
Polina Žemčužina se je spoprijateljila z Goldo Meir, ki je prispela v Moskvo novembra 1948 kot prva odposlanka Izraela v Sovjetski zvezi.  Obstajajo neutemeljene trditve, da je Žemčužina, ker je tekoče govorila jidiš, delovala kot prevajalka na diplomatskem srečanju med Meirjevo in njenim možem, takrat sovjetskim zunanjim ministrom. Trditve o tem, da je bila tolmač, Meirjeva v svoji knjigi Moje življenje ne podpira, saj je predaja veleposlaniških poverilnic potekala v hebrejščini in ne v jidišu. Glede na Meirjevo lastno pripoved o sprejemu, ki ga je priredil Molotov 7. novembra, je Žemčužina med tem sprejemom preživela veliko časa ne le v pogovoru z Goldo Meir, ampak tudi v pogovoru z njeno hčerko Saro in hčerkino prijateljico Jael Nemir o njunem življenju v kibucu. Razpravljali sta o popolni kolektivizaciji lastnine in s tem povezanih vprašanjih. Na koncu naj bi Žemčužina objela Saro in rekla: "Če bo s tabo vse v redu, bo šlo dobro vsem Judom tudi povsod drugod".
Žemčužina je bil eno leto zaprta v Lubjanki in nato tri leta izgnana v neznano rusko mesto. Obsojena na težko delo je pet let preživela v izgnanstvu v Kazahstanu. Molotov ni imel z njo nobenih stikov, razen skopih novic, ki jih je prejel od Berije, ki ga je sicer sovražil. Žemčužina je bila osvobojena takoj po Stalinovi smrti.
Leta 1949 je Molotova na položaju zunanjega ministra zamenjal Andrej Višinski. Molotov je ohranil položaj prvega namestnika premierja in članstvo v politbiroju.  Če je bilo Stalinovo imenovanje Molotova za zunanjega ministra pred sovjetskimi pogajanji z nacistično Nemčijo morda tudi posledica tega, da je bil njegov predhodnik Maksim Litvinov Jud, je bila razrešitev Molotova z istega položaja vsaj delno posledica tega, da je bila njegova žena Judinja.
Molotov nikoli ni prenehal ljubiti svoje žene. Svojim služkinjam naj bi naročil, naj vsak večer pripravijo večerjo za dve osebi, da bi se spomnil nanjo.  Po besedah Stalinove hčere je bil Molotov zelo podrejen svoji ženi in se je z njo vedno strinjal, tako kot s Stalinom.

## Povojna kariera
Na 19. partijskem kongresu leta 1952 je bil Molotov izvoljen v Prezidij, vendar med člani novoustanovljenega tajnega organa, znanega kot Biro prezidija, ni bil naveden, kar kaže, da je padel v Stalinovo nemilost. Na 19. kongresu je Stalin izjavil, da je "Centralni komite kritiziral tovariša Molotova in Mikojana". Med Molotovimi napakami je bilo tudi dovoljenje, ki ga je dal britanskemu veleposlaniku, da se lahko v Sovjetski zvezi objavljajo "buržoazni časopisi". Ob svojem 73. rojstnem dnevu je Stalin z obema ravnal zelo neokusno. Hruščov je v svojem govoru na 20. partijskem kongresu leta 1956 delegatom povedal, da je imel Stalin po 19.kongresu načrte za "dokončanje" Molotova in Mikojana.
Po Stalinovi smrti je reorganizacija vodstva okrepila položaj Molotova. Georgij Malenkov, Stalinov naslednik na mestu generalnega sekretarja Komunistične partije Sovjetske zveze, je 5. marca 1953 ponovno imenoval Molotova za zunanjega ministra. Četudi je Molotov takoj po Stalinovi smrti veljal za verjetnega Stalinovega naslednika, on sam nikoli ni želel postati vodja Sovjetske zveze. Takoj po Stalinovi smrti je bila ustanovljena trojka, ki so jo sestavljali Malenkov, Berija in Molotov, ki je razpadla, ko sta Malenkov in Molotov prevarala Berijo. Molotov je po ukazu Hruščova podprl Berijevo odstranitev in kasneje usmrtitev. Novi partijski sekretar Hruščov je kmalu postal tudi novi voditelj Sovjetske zveze. Vodil je postopno notranjo liberalizacijo in otoplitev zunanje politike, ki se je pokazala v spravi z vlado Josipa Broza  - Tita v Jugoslaviji, ki jo je Stalin izključil iz komunističnega gibanja. Molotov, stalinist stare garde, v novem okolju postajal vse bolj neprimeren, a je kljub temu zastopal Sovjetsko zvezo na Ženevski konferenci leta 1955.
Molotovov položaj je postajal vse bolj krhek po februarju 1956, ko je Hruščov na 20. kongresu komunistične partije nepričakovano obsodil Stalina in njegov režim. Hruščov ga je napadel zaradi čistk v 30. letih prejšnjega stoletja in porazov v zgodnjih letih druge svetovne vojne, za katere je okrivil Stalinov pretirano zaupljiv odnos do Hitlerja in čistke poveljniške strukture Rdeče armade. Molotov je bil najstarejši Stalinov sodelavec, ki je še vedno bil v vladi, in je imel vodilno vlogo pri čistkah, zato je postalo očitno, da bo Hruščovova revizija preteklosti verjetno povzročila Molotovov padec z oblasti. Molotov je postal vodja frakcije stare garde, ki je želela strmoglaviti Hruščova.
Junija 1956 je bil Molotov odstavljen s položaja zunanjega ministra.  29. junija 1957 je bil po neuspelem poskusu odstranitve Hruščova s položaja prvega sekretarja izključen tudi iz predsedstva (politbiroja). Molotovova frakcija je na prvem glasovanju s sedmimi glasovi proti štirim izglasovala odstranitev Hruščova, vendar je slednji zavrnil odstop, razen če tako odloči plenum Centralnega komiteja. Na plenumu, ki je zasedal od 22. do 29. junija, sta bila Molotov in njegova frakcija poražena. Molotov je bil sčasoma odstranjen in bil imenovan za veleposlanika v Mongolski ljudski republiki. Molotov in njegovi sodelavci so bili obsojeni kot "protipartijska skupina", vendar niso bili podvrženi tako neprijetnim posledicam, kot so bile običajne za obtožene uradnike v Stalinovih letih. Molotov je bil leta 1960 imenovan za sovjetskega predstavnika pri Mednarodni agenciji za jedrsko energijo, kar je veljalo za delno rehabilitacijo.  Po 22. partijskem kongresu leta 1961, na katerem je Hruščov izvedel svojo kampanjo destalinizacije, vključno z odstranitvijo Stalinovega trupla iz Leninovega mavzoleja, je bil Molotov skupaj z Lazarjem Kaganovičem odstavljen z vseh položajev in izključen iz Komunistične partije. Leta 1962 so sovjetske oblasti uničile vse Molotovove partijske dokumente in dosjeje.

## Kasnejše življenje
Po upokojitvi so za njim ostali nepozabni spomini na njegovo vlogo v Stalinovi vladavini. Leta 1968 je United Press International poročal, da je Molotov dokončal svoje spomine, ki verjetno ne bodo nikoli objavljeni. Prvi znaki njegove rehabilitacije so bili vidni med vladavino Leonida Brežnjeva, ko so informacije o njem spet smeli vključiti v sovjetske enciklopedije. Njegovo povezovanje, podpora in delo v protipartijski skupini so bili omenjeni v enciklopedijah, ki so izšle v letih 1973 in 1974, potem pa je do poznih 70. let popolnoma izginilo. Kasneje je sovjetski voditelj Konstantin Černenko nadalje rehabilitiral Molotova. Leta 1984 je bilo Molotovu dovoljeno celo zaprositi za članstvo v komunistični partiji.  Zbirko intervjujev z Molotovom iz obdobja 1969 do 1986 je leta 1993 izdal Feliks Čujev pod naslovom Molotov se spominja: Znotraj kremeljske politike.
Junija 1986 je bil Molotov hospitaliziran v bolnišnici Kuncevo v Moskvi, kjer je med vladavino Mihaila Gorbačova 8. novembra 1986 umrl. V svojem življenju je doživel sedem srčnih infarktov in kljub temu živel 96 let. Ob smrti je bil zadnji preživeli pomembnejši udeleženec dogodkov leta 1917. Pokopan je bil na pokopališču Novodevičji v Moskvi.

## Zapuščina
Molotov je bil, tako kot Stalin, patološko nezaupljiv do drugih. Veliko ključnih informacij je zato izginilo. On sam je nekoč rekel: "Treba jih je poslušati, vendar jih je treba preveriti. Obveščevalni častnik te lahko pripelje v zelo nevaren položaj... Veliko je provokatorjev tukaj, tam in povsod drugod". Molotov je v vrsti objavljenih intervjujev še naprej trdil, da med Paktom Ribbentrop-Molotov nikoli ni bilo tajnega dogovora med Stalinom in Hitlerjem o delitvi ozemlja. Molotov, tako kot Stalin, hladne vojne nikoli ni priznal za mednarodni dogodek. Hladno vojno je videl bolj ali manj kot vsakdanji spopad med komunizmom in kapitalizmom. Kapitalistične države je razdelil na dve skupini: "pametne in nevarne imperialiste" in "norce". Pred upokojitvijo je predlagal ustanovitev socialistične konfederacije z Ljudsko republiko Kitajsko in verjel, da so socialistične države del večje, nadnacionalne entitete. Ko je bil v pokoju, je kritiziral Nikito Hruščova kot "desničarski odklon".
Molotovov koktajl ali molotovka je naziv, ki so ga skovali Finci med zimsko vojno za improvizirano zažigalno orožje - steklenico, napolnjeno z vnetljivo tekočino. Z njim so napadali predvsem tanke. Med zimsko vojno so sovjetske zračne sile obsežno bombardirale finske vojaške položaje, utrdbe in tudi civilistom. Ko je Molotov v radijskih oddajah zatrjeval, da Sovjeti ne bombardirajo, temveč dostavljajo hrano sestradanim Fincem, so Finci letalske bombe začeli imenovati Molotovove košare za kruh.
Winston Churchill v svojih vojnih spominih navaja številna srečanja z Molotovom. Churchill ga je imel za "hladnokrvno neusmiljenega človeka izjemnih sposobnosti. Pri vodenju zunanjih zadev bi ga Mazarin, Talleyrand in Metternich zagotovo sprejeli v svojo družbo, če bi bil sploh pripravljen oditi iz svojega boljševiškega sveta".
Nekdanji ameriški državni sekretar John Foster Dulles je dejal: "Videl sem v akciji vse velike mednarodne državnike v tem stoletju, a še nisem videl takšne osebne diplomatske spretnosti na tako visoki stopnji popolnosti kot je Molotovova".
Molotov je bil edina oseba, ki se je rokovala z Vladimirjem Leninom, Josifom Stalinom, Winstonom Churchillom, Franklinom D. Rooseveltom, Adolfom Hitlerjem, Rudolfom Hessom, Hermannom Göringom in Heinrichom Himmlerjem. Konec leta 1989 sta Kongres ljudskih poslancev Sovjetske zveze in vlada Mihaila Gorbačova uradno odpovedala Pakt Ribbentrop-Molotov. 
Januarja 2010 je ukrajinsko sodišče obtožilo Molotova in druge sovjetske uradnike organiziranja umetne lakote v Ukrajini v letih 1932–1933. Isto sodišče je nato proti njim zaključilo kazenski postopek, saj bi bilo sojenje posmrtno.

## Odlikovanja in priznanja
- Po njem je bila leta 1937 imenovana sovjetska križarka Molotov.
- Junak socialističnega dela (1943)[113]
- Red Lenina (1940, 1943, 1945, 1950)[113]
- Red simbola časti[113]
- Medalja "Za obrambo Moskve" (1944)[113]
- Medalja "Za zmago nad Nemčijo v veliki domovinski vojni 1941–1945" (1945)[113]
- Medalja "Za hrabro delo v veliki domovinski vojni 1941–1945" (1945)[113]
- Medalja "V spomin na 800. obletnico Moskve" (1947)[113]
- Medalja "Veteran dela" (1974)[113]
- Jubilejna medalja "V spomin na 100. obletnico rojstva Vladimirja Iljiča Lenina" (1969)[113]
- Jubilejna medalja "Štirideset let zmage v veliki domovinski vojni 1941–1945" (1985)[113]
- Red rdečega prapora, (Mongolija)[113]